# Підгорний Руслан Віталійович
Підгорний Руслан Віталійович (25 липня 1977, Вінниця) – український професійний велогонщик, який виступав за такі команди, як  De Nardi, Marchiol, LPR, Tenax, ISD та ін. В 2011 році завершив професійну кар’єру. Останньою командою для українця стала голландська Vacansoleil-DCM. За свою кар’єру Підгорний ставав чемпіоном світу в командній гонці переслідування на треку в 1998 році (разом із Олександром Симоненком, Сергієм Матвєєвем і Олександром Феденком), дворазовим чемпіоном Європи на треку в індивідуальній гонці і груповій гонці в 1999 році, чемпіоном України в 2008 році, а також брав участь в Олімпіаді 2008 року. Заслужений майстер спорту.

## Кар'єра
Велоспортом Підгорний почав займатися у 12 років. Його першим тренером був Василь Михайлович Пастернак. У 15 років він потрапив у Білу Церкву в Центр олімпійської підготовки КОСДЮШОР «Промінь», де його тренером став Чмирук Дмитро Архипович. До 1997 року в основному виступав на треку, іноді – на шосе, входив до резерву Олімпійської збірної. З 1997 року Руслан Підгорний приєднався до збірної України в Італії. За цей рік він проїхав 80 шосейних стартів, завдяки чому потрапив до основного складу збірної України. Також він зайняв друге місце в Чемпіонаті України (шосе). В 1998 році Підгорний став чемпіоном світу в командній гонці переслідування на треку (на той момент йому було 21). В 1999 році він став дворазовим чемпіоном Європи на треку в категорії «Under 23» в індивідуальній гонці і груповій гонці. В 2000 році виступав разом у італійській команді з такими велогонщиками, як Ярослав Попович, Руслан Грищенко і Сергій Матвєєв. 
В 2002 році Руслан Підгорний підписав контракт із професійною командою De Nardi. Того ж року він зайняв друге місце у Чемпіонаті України (шосе). З 2003 року Підгорний працює у італійській команді Marchiol. Він займає перше місце у Giro della Regione Friuli Venezia Giulia і в генеральній класифікації Giro del Veneto (b). У 2004 році Руслан спершу переходить до ірландської команди LPR Brakes-Farnese Vini, згодом – до Centro Convenienza Esse, а також займає перші місця у Giro del Medio Brenta і Giro del Casentino. 
У 2005 році українець підписав контракт з ірландським Tenax-Menikini, у складі якого виступав по 2007 рік. За час виступів за цю команду Підгорний зміг зайняти безліч призових місць на італійських й австрійських етапах (в тому числі перше місце на Trofeo Matteotti й на третьому етапі Brixia Tour Passo Maniva). У 2008 році Руслан захищає кольори ірландської команди LPR Brakes-Farnese Vini. У цьому році він здобуває перше місце в Чемпіонаті України (який проходив у Севастополі), і також займає третє місце в Генеральній Класифікації австрійського турніру Österreich-Rundfahrt. Окрім цього, Підгорний взяв участь в Олімпіаді 2008 (Пекін) в індивідуальній груповій гонці (245, 4 км), де довгий час лідирував, але потім здав позиції і в результаті зайняв 53 місце. На запитання, чи міг він виступити краще, Руслан Підгорний відповів:
| Ліві лапки | Звісно, я міг виступити краще. Але сталось так, що не було особистого тренера або наставника, якому можна було б довіритися, який міг би вести всю гонку. Чесно зізнатися, я занервував, що поїхав у відрив так рано, та й не очікував, що білорус, який «втік» зі мною, здасть свої позиції. По ходу гонки можна було змінити тактику, але не було зв’язку з тренерами, і я не знав, що відбувається ззаду. Гонка йшла в сліпу. Я відчував, що знаходжусь в хорошій формі, але показати найкращий результат через ряд причин не вдалося. | Праві лапки |

В 2009 році Підгорний підписав контракт з ISD, де виступав по 2010 рік. У складі цієї команди він переміг на першому етапі Brixia Tour. В 2011 році українець виступав за голландську команду Vacansoleil, яка стала останньою у його кар’єрі. 

## Особисте життя
Руслан Підгорний має вищу освіту, закінчив Вінницький державний університет ім. М. Коцюбинського. Проживає в місті Біла Церква.
Вперше одружився 2002 року, дружина — Вікторія, з якою він познайомився на змаганнях. Від першого шлюбу має доньку Анастасію. В 2012 розлучився з Вікторією. В 2015 одружився з вінничанкою Анною Миколаївною Гончар, яка після одруження взяла прізвище Підгорна. Донька від другого шлюбу — Аліса — народилася в 2015 року.
Хобі — музика. Є засновником журналу «Велотрафік».

## Досягнення
- 1997
  - Друге місце в Чемпіонаті України (шосе)

- 1998
  - Чемпіон світу в командній гонці переслідування на треку в 1998 році (разом із Олександром Симоненком, Сергієм Матвєєвим і Олександром Феденком)

- 1999
  - Дворазовий чемпіон Європи на треку в індивідуальній гонці і груповій гонці

- 2002
  - Друге місце в Чемпіонаті України (шосе)

- 2003
  - Перше місце в Генеральній Класифікації Giro della Regione Friuli Venezia Giulia
  - Перше місце в Генеральній Класифікації Giro del Veneto (b)

- 2004
  - Перше місце в Giro del Medio Brenta
  - Перше місце в Giro del Casentino
  - Перше місце в Генеральній Класифікації Gran Premio Industria del Cuoio e delle Pelli

- 2006
  - Перше місце в Trofeo Matteotti

- 2007
  - Друге місце в Чемпіонаті України (шосе)
  - Перше місце на третьому етапі Brixia Tour Passo Maniva

- 2008
  - Перше місце в Чемпіонаті України (шосе)
  - Третє місце в Генеральній Класифікації Österreich-Rundfahrt
  - 53 місце на Олімпійських Іграх 2008

- 2009
  - Друге місце в Генеральній Класифікації Österreich-Rundfahrt
  - 15 місце в Генеральній Класифікації Volta a Portugal

- 2010
  - Перше місце на першому етапі Brixia Tour (Palazzolo)

- 2011
  - 101 місце в Генеральній Класифікації Vuelta a España[2]